# Bartoň-Dobenín
Bartoň-Dobenín ist der Familienname folgender Personen:
- Cyril Bartoň-Dobenín (1863–1953), Textilunternehmer in der Österreichisch-ungarischen Monarchie und in der Tschechoslowakei
- Josef Bartoň-Dobenín (Textilunternehmer, 1838) (1838–1920), Textilunternehmer in Österreich-Ungarn und in der Tschechoslowakei
- Josef Bartoň-Dobenín (Textilunternehmer, 1862) (1862–1951), Textilunternehmer in Österreich-Ungarn und in der Tschechoslowakei
- Ladislav Bartoň-Dobenín (1858–1939), Textilunternehmer in der Österreichisch-ungarischen Monarchie und in der Tschechoslowakei

Siehe auch:
- Bartoň-Dobenín (Unternehmerfamilie)
- Barton
- Dobenín